# روم: جنگ تمام‌عیار
روم: جنگ تمام‌عیار (به انگلیسی: Rome: Total War) یک به سبک فصل محور است، که در سال ۲۰۰۴ توسط کریتیو اسمبلی ساخته و شرکت بازی سازی اکتیویژن انتشار یافت.